# Калиакайр
Калиакайр или Калиаркайр(бенг. কালিয়াকৈর, англ. Kaliakair) — город в центральной части Бангладеш, административный центр одноимённого подокруга. Площадь города равна 5,37 км². По данным переписи 1991 года, в городе проживало 10 374 человека, из которых мужчины составляли 57,61 %, женщины — соответственно 42,39 %. Плотность населения равнялась 1932 чел. на 1 км². Уровень грамотности населения составлял 51,2 %. 